# Biserica Nașterii Domnului
Biserica Nașterii Domnului (în arabă كنيسة المهد, transliterat: Kanīsat al-Mahd, în greacă Βασιλική της Γεννήσεως, transliterat: Basiliké tes Gennéseos, în ebraică כנסיית המולד, transliterat: Knesiit ha-Molad) este o biserică simultană, lăcaș de cult folosit de mai multe confesiuni creștine, monument înscris pe lista patrimoniului mondial UNESCO. Lăcașul este situat în Betleem, Cisiordania. Edificiul a fost consacrat în anul 335. Conform tradiției, biserica a fost ridicată pe locul ieslei în care s-a născut Isus din Nazaret. În anul 1717 a fost montată inscripția Hic de virgine Maria Jesus Christus natus est. Biserica este unul din locurile cele mai importante ale creștinătății.
Înalta Poartă a reglementat în anul 1757 folosirea lăcașului de cult de către diversele denominațiuni creștine. Astfel altarul principal și altarele laterale din partea dreaptă sunt folosite de grecii ortodocși, cele două altare laterale din partea stângă sunt folosite de către armenii apostolici, iar catolicii (latinii) folosesc altarul celor trei crai de la răsărit, steaua de sub altarul Nașterii Domnului și grota sfântului Ieronim. Latinii au obținut dreptul de a-și construi o biserică proprie, în stânga Bisericii Nașterii Domnului.
Înlăturarea inscripției de argint în anul 1847, cu toate că a fost remontată în anul 1852 la intervenția sultanului Abdul-Medjid, a fost folosită în anul 1853 de Imperiul Rus drept pretext pentru declanșarea Războiului Crimeii.
În urma puternicelor daune provocate de un cutremur (1927), autoritățile mandatare britanice și, mai târziu călugării franciscani au executat săpături și restaurări.

## Patrimoniu mondial al umanității UNESCO
Biserica Nașterii Domnului a fost înscrisă în anul 2012 pe lista patrimoniului mondial al umanității UNESCO.

## Galerie de imagini

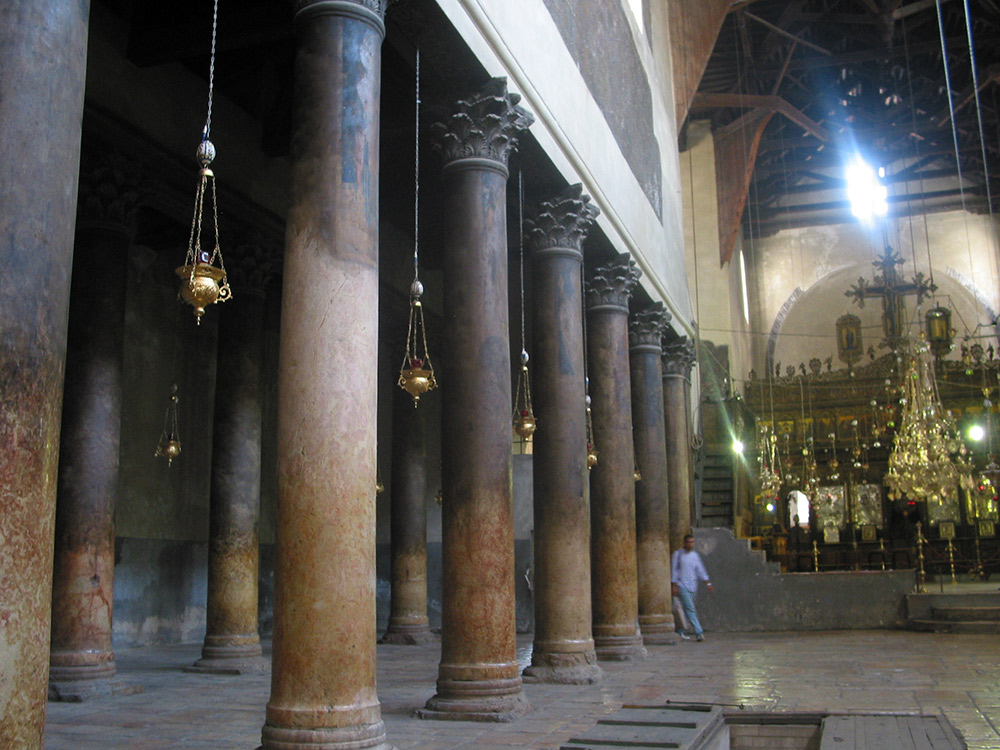
Interiorul bisericii
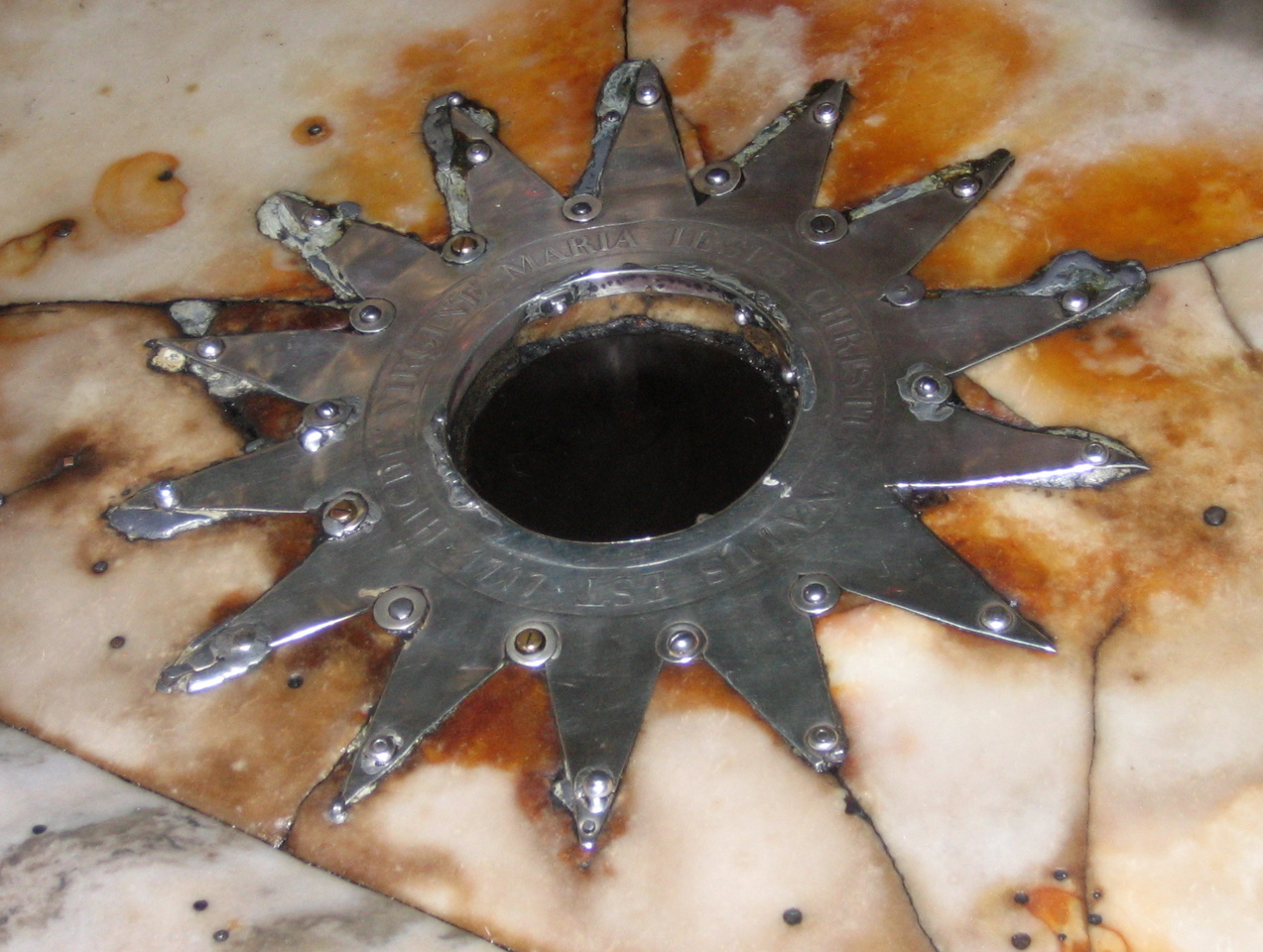